# NGC 2397
NGC 2397 je galaksija u zviježđu Letećoj ribi.

## Vanjske poveznice
- SEDS: NGC 2397